# 丁承运

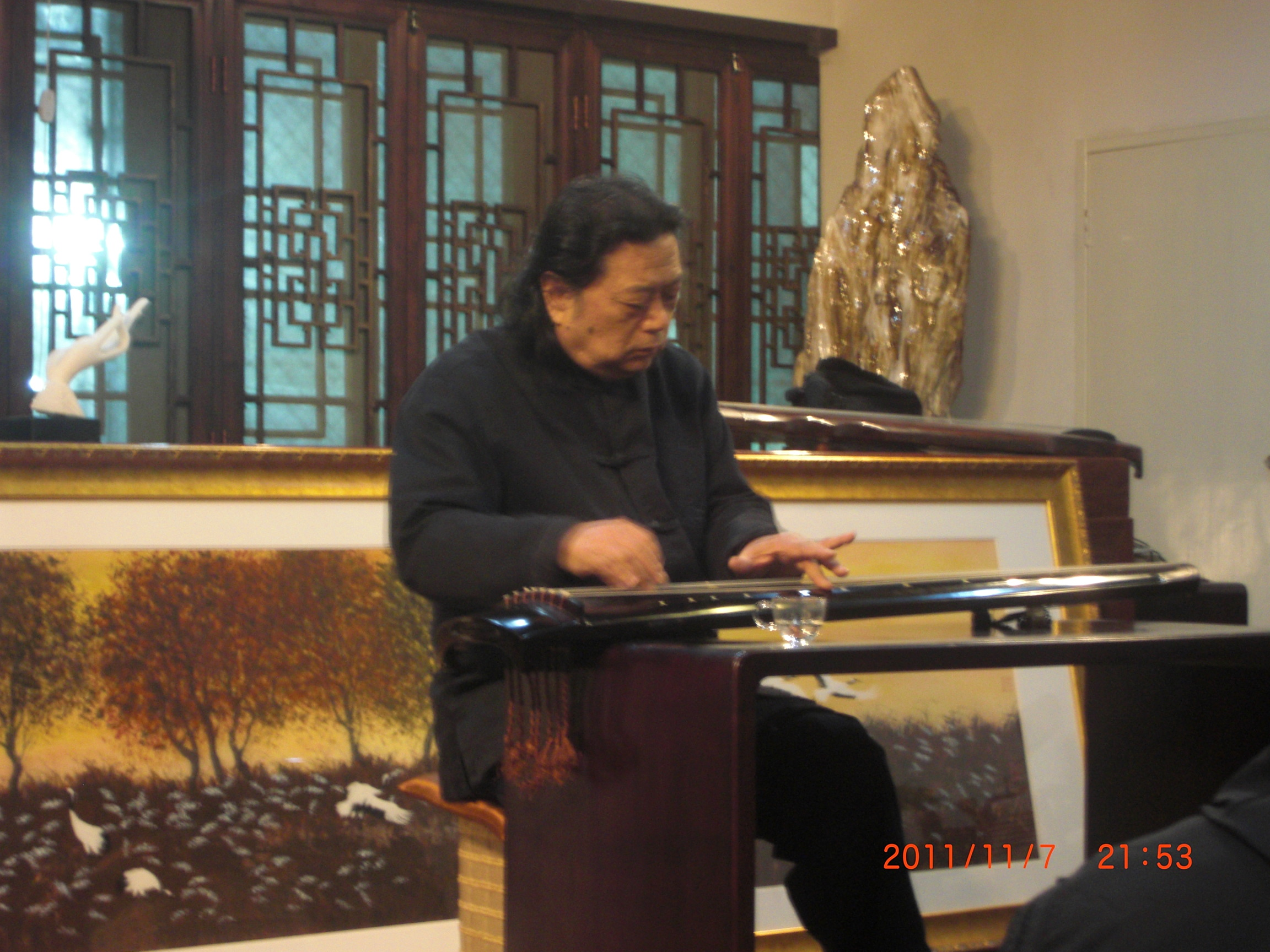
2011年11月丁承运教授在北京大学古琴社做雅集报告

丁承运（1944年3月—），河南開封人，中國泛川派古琴演奏家、斲琴師。国家级非物质文化遗产古琴艺术代表性传承人。妻子為武汉音乐学院作曲系副教授、古瑟家和作曲家傅丽娜。
现為武汉音乐学院音乐学系教授，曾任中国音乐学院客座教授、台湾南华大学客座教授、中国民族管弦乐学会古琴专业委员会（中国琴会）副会长、伯牙琴会会长。中国昆剧古琴研究会古琴专业委员会主任。

## 生平
祖籍河南邓州，出生于河南開封，9歲時從姐姐丁伯苓學琴。1969年毕业于湖北艺术学院器乐系（现为武汉音乐学院），1972年起在河南大学任教，1986年任副教授，1992年任教授兼音乐系主任。1998年任河南大学音乐艺术研究所所长。2001年任武汉音乐学院音乐学系教授。曾师从琴家顾梅羹与张子谦。

## 音樂作品
- 《神人暢：丁承運古琴藝術》
- 《琴瑟合鳴》（與傅麗娜合作）
- 《琴上月令》
- 《鳳凰和鳴》（杭州：浙江文藝音像，2009年，浙江博物館藏「彩鳳鳴岐」及「來凰」錄音，和成公亮、姚公白合輯[6]）

## 著作
- 《中国造琴传统抉微》
- 《吟猱论》
- 《琴调溯源》
- 《论五音调》
- 《朱载堉琴律研究》
- 《梅花三弄考源》
- 《古瑟调弦与旋宫法钩沉》
- 《汉代琴制革故鼎新考》
- 《解读严澂——虞山琴派风格的形成与审美判读》

## 打谱
- 《神人畅》
- 《白雪》
- 《六合游》
- 《石上流泉》
- 《卿云歌》
- 《扊扅歌》
- 《修禊吟》
- 《流觞》